# Wetzendorf (Adelsgeschlecht)
Die von Wetzendorf sind ein ritterliches, erloschenes thüringisches Adelsgeschlecht aus dem gleichnamigen Ort Wetzendorf an der Unstrut.

## Geschichte
Die Edlen von Wetzendorf sind seit 1061 (de Widesendorp) urkundlich bezeugt. Es wird vermutet, dass sie die Burggrafen der Neuenburg bei Freyburg zur Zeit der Thüringer Landgrafen stellten. Im Jahre 1349/50 erschien es nochmals im Lehnbuch Friedrich des Strengen, als ein Johannes von Wetzendorf als Lehnsträger des Markgrafen seine Besitzung bestätigt bekam.